# Keratosa
Keratosa is een onderklasse binnen de stam van de Porifera (sponsdieren).

## Orden
- Dendroceratida
- Dictyoceratida